# Ben Stern
Pour les articles homonymes, voir Stern.
Ben Stern (né Bendit Sztern), né le 21 septembre 1921 à Varsovie en Pologne et mort le 28 février 2024, à Berkeley, en Californie, est un rescapé de la Shoah, qui en 1977, fait campagne contre le projet de marche de néo-nazis américains, à  Skokie dans l'Illinois. Il est un survivant de deux ghettos (Mogielnica et Ghetto de Varsovie), de neuf camps de concentration (Majdanek, Auschwitz-Birkenau, Monowitz-Buna, Jewishowice/Brzezinki (Brzezinka (Oświęcim)), Buchenwald, Ohrdruf, Grafinkl , Celten Lager (Bergen-Belsen), Liebanau (Lauffen) et de deux marches de la mort en janvier 1945 et en avril 1945.

## Biographie
Bendit Sztern,, est né le 21 septembre 1921 à Varsovie en Pologne, dans une famille juive orthodoxe. Il est le fils de Shimon Sztern et de Yentl Sztern (née Provisor). Ils ont neuf enfants, dont six de mariages précédents. La famille va vivre au sud de Varsovie, à Mogielnica. Le père étudie la Torah et le Talmud, et la mère tient un magasin général avec la grand-mère maternelle.

### Seconde Guerre mondiale

#### Ghetto de Varsovie
Un an après l'invasion de la Pologne, par l'Allemagne, le 1er septembre 1939, la famille Sztern est déportée au Ghetto de Varsovie. Le père, la grand-mère maternelle et le frère le plus âgé meurent de famine.

#### Majdanek
Quand le ghetto est liquidé, Ben Stern est déporté à Majdanek. Sa mère et un frère sont déportés à Treblinka, où ils meurent.

#### Auschwitz
En 1943, il est déporté à Auschwitz. Il est employé à la construction d'une route, recouverte des cendres des crématorium. Parmi les cendres, les détenus découvrent de petits os, des articulations, différentes parties de corps humains. Ils les mettent de côté et à la fin de la journée les enterrent, en récitant le kaddish,.

#### Buchenwald
En avril 1945, il est transféré à Buchenwald.

#### Les Marches de la mort
De Buchenwald, avec d'autres prisonniers, il fait partie des marches de la mort, en direction de l'Autriche, par un temps glacial.

#### Libération
Il est libéré par l'Armée américaine. Il ne pèse alors que environ 36 kilos. Après une mise en quarantaine, il se met à la recherche de membres de sa famille, qui ont tous disparu. Seul un demi-frère plus âgé est encore vivant, car il avait immigré dans les années 1930 en Palestine mandataire. Dans un camp de DP près du camp de concentration de Bergen-Belsen, il rencontre Chaya Kielmanowiecz ; ils se marient 6 semaines plus tard.

### États-Unis
En 1946, Ben et Chaya (Helen) Stern immigrent aux États-Unis, s'installant à Chicago. Il trouve un emploi comme menuisier. Dans les années 1950, il ouvre un lavomatique, apprend comment réparer les machines ; puis, avec des partenaires, devient propriétaire d'une douzaine de lavomatiques. Il prend sa retraite à l'âge de 85 ans.

#### Skokie
En 1977, des nazis américains font part de leur intention de manifester à Skokie, dans l'Illinois. Les habitants sont outrés. Pour Ben Stern, c'est intolérable. Le village de Skokie essaie par tous les moyens d'empêcher cet événement demandant une caution d'assurance de plusieurs centaines de milliers de dollars. Sans succès. En juin 1978, la Cour suprême des États-Unis rejette la requête de Skokie d'un blocage temporaire, de ce fait autorisant les nazis à manifester le 25 juin 1978. Pour la Cour suprême, la question était le respect de la liberté d'expression et non un jugement sur l'idéologie des manifestants. Skokie perd la bataille légale, mais les nazis renoncent à y manifester : ils craignent une contre-manifestation, dont un des organisateurs est Ben Stern, et qui compte attirer 50 000 participants.
La manifestation nazie se déroule à Chicago, devant un immeuble fédéral, et non à Skokie (banlieue de Chicago). Elle dure 10 minutes ; il y a 29 nazis présents. Environ 5 000 personnes contre-manifestent.

#### Berkeley
En 2017, Ben Stern marche à Berkeley (Californie) contre une manifestation de suprémacistes blancs, décommandée par ses organisateurs.